# Det svage Køn
Det svage Køn er en amerikansk stumfilm fra 1917 af Raymond B. West.

## Medvirkende
- Dorothy Dalton som Ruth Tilden
- Louise Glaum som Annette Loti
- Charles Ray som Jack Harding
- Robert McKim som Raoul Bozen
- Charles K. French som John Harding